# Achaea boris
Achaea boris is een vlinder van de familie van de spinneruilen (Erebidae). De wetenschappelijke naam van deze soort is voor het eerst voorgesteld als Blosyris boris door Carl Geyer in een publicatie uit 1837.

## Verspreiding
De soort komt voor in Ethiopië, Zambia, Zuid-Afrika en Lesotho.

## Waardplanten
De rups leeft op Calpurnia aurea (Aiton) Benth. (Fabaceae).